# Imerinus degener
Imerinus degener là một loài bọ cánh cứng trong họ Cerambycidae.